# NGC 3015
NGC 3015 ist eine Linsenförmige Galaxie mit aktivem Galaxienkern vom Hubble-Typ SB0-a im Sternbild Sextant am Südsternhimmel. Sie ist schätzungsweise 328 Millionen Lichtjahre von der Milchstraße entfernt und hat einen Durchmesser von etwa 45.000 Lj. 

Im selben Himmelsareal befinden sich u. a. die Galaxien NGC 3018 und NGC 3023.
Das Objekt wurde am 23. April 1864 vom deutschen Astronomen Albert Marth entdeckt.